# Reethapuram
Reethapuram es una ciudad y nagar Panchayat situada en el distrito de Kanyakumari en el estado de Tamil Nadu (India). Su población es de 21177 habitantes (2011).

## Demografía
Según el censo de 2011 la población de Reethapuram era de 21177 habitantes, de los cuales 10575 eran hombres y 10602 eran mujeres. Reethapuram tiene una tasa media de alfabetización del 92,11%, superior a la media estatal del 80,09%: la alfabetización masculina es del 92,93%, y la alfabetización femenina del 91,29%.